# 1686年大彗星
1686年大彗星（Great Comet of 1686），正式命名為C/1686 R1，是一顆1686年肉眼可見的彗星。由於其非凡的亮度，它被認為是大彗星之一。

## 觀測史
當地時間8月12日午夜剛過，西蒙·范德斯特爾等人在南非好望角發現這顆彗星。他報告了一條 35°的長尾巴。在接下來的幾天裡，在許多地方都可以在黎明時分看到這顆彗星。8月14日，人們在巴西觀測到它，它的頭部看起來像一顆一等恆星，尾巴在天空中延伸18°。從八月中旬開始，印尼、泰國、歐洲和韓國出現了幾次觀測紀錄。8月25日，這顆彗星首次在中國被發現。
來自索末菲的農場主克里斯多夫·阿諾爾德從9月16日開始觀測這顆彗星，第二天他通知了萊比錫的天文學家戈特弗里德·基希，基希在9月18日和19日確定了彗星的精確位置。 9月22日早上，阿諾爾德是最後一個在地平線附近觀測到彗星的人。
8月27日，這顆彗星的亮度達到1-2等。